# メガドライブ
メガドライブ（MEGA DRIVE）は、セガ・エンタープライゼスが1988年10月29日に日本で発売した16ビットの家庭用ゲーム機である。発売時のキャッチコピーは「時代が求めた16ビット」「VISUAL SHOCK! SPEED SHOCK! SOUND SHOCK!」。
セガ・マークIIIおよびセガ・マスターシステムの後継機として開発された。日本では任天堂のスーパーファミコンやNEC HEのPCエンジンと競合した。
米国・カナダ・メキシコではGENESIS（ジェネシス、Sega Genesisとも）という名称で1989年に、その他のヨーロッパ地域（イギリス・フランス・スペイン等）、オセアニア地域（オーストラリア・ニュージーランド）、南アメリカ地域（ブラジル等）、アジア地域といった大部分では日本と同じ名称で1990年に発売された。
世界市場や北米市場では任天堂のSuper Nintendo Entertainment Systemとシェア争いで拮抗し、更にAtari Jaguarや3DOとも競合した。欧州市場ではAmiga CD32などとシェア競争を繰り広げた。

## 歴史

### 日本市場
日本市場では1988年にメガドライブの名称で、世界で最も早く発売された。任天堂のファミリーコンピュータ、NEC-HEのPCエンジンと競合し、後に任天堂のスーパーファミコンとも競合した。
TVCMには発売当初はいとうせいこう、中期には高橋由美子が起用された。「ビジュアルショック、スピードショック、サウンドショック」を謳い文句とし、「時代が求めた16BIT」と、16ビット機であることを大きくアピールしていた。
1990年にメガドライブの出荷数はピークを迎え、年間70万台を出荷したが、この年のハード出荷数はファミコンが136万台、PCエンジンが127万台、スーパーファミコンが66万台と、熾烈な競争状態であった。
1991年に北米市場においてメガドライブが普及するきっかけになった『ソニック・ザ・ヘッジホッグ』は、日本市場において大きなヒットを記録するに至らず、ハードの出荷台数は前年と同じ70万台に留まった。数字を累計するとスーパーファミコンが1717万台、PCエンジンが392万台、メガドライブが358万台となる。
『週刊ファミ通』による1992年時点の市場調査では、各ハードのシェアはスーパーファミコンが55.9％、PCエンジンが24.7％、メガドライブ19.4％となっていた。同誌ではRPGタイトルの不足を苦戦の理由として挙げている。
ライバル機種の牙城を崩すには至らなかったが、日本国内において初めて100万台以上を出荷したセガハードとなり、セガの家庭用ゲーム機では「セガサターン」に次ぐ出荷台数を記録した。

### 北米市場

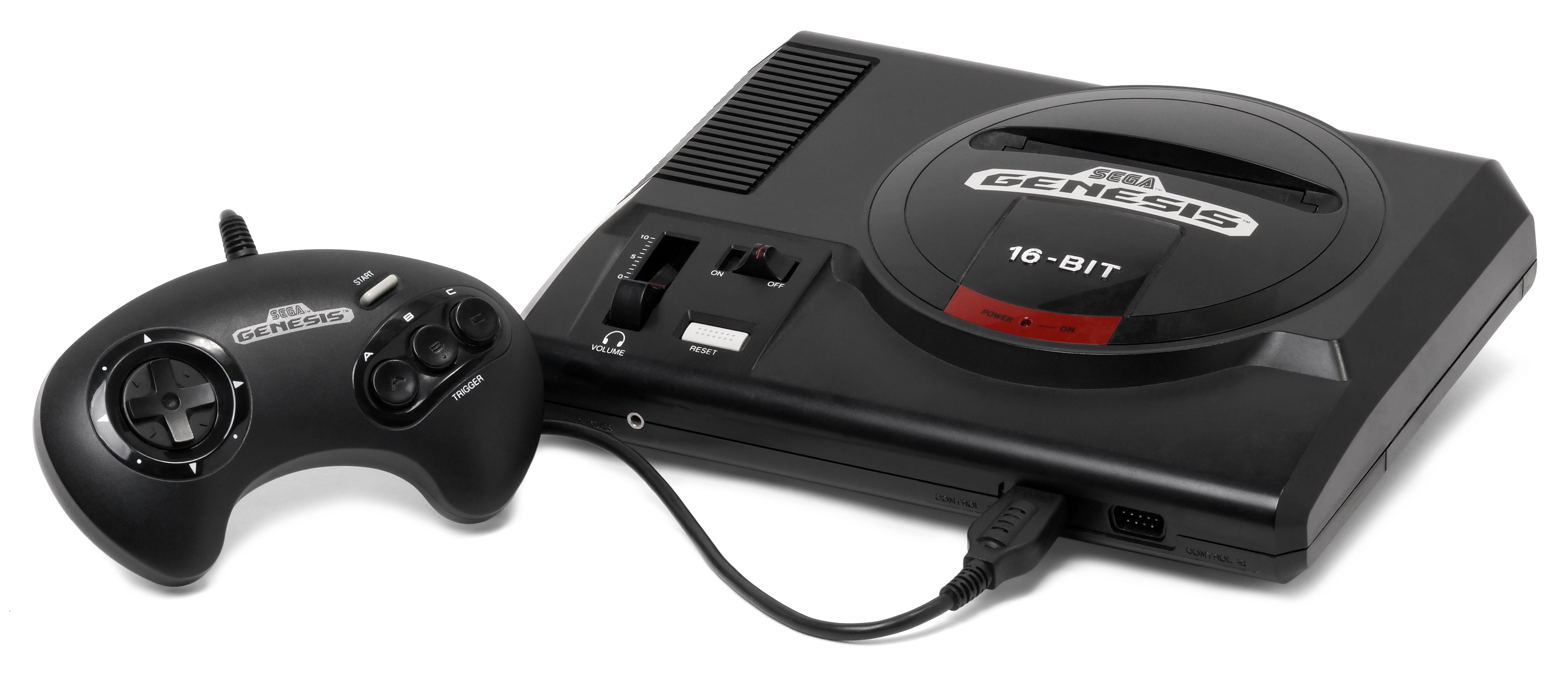
SEGA GENESIS

アメリカ・カナダを含む北米市場では、1989年に『SEGA GENESIS』として発売された。北米では「MEGA DRIVE」の商標が既にアイオメガによって登録されており、同社からの名称使用許可も得られなかったため、「GENESIS」に改名されている。
発売当初は、任天堂のNESが8割という圧倒的なシェアを背景に、1社独占のシステムを販売店や流通など業界内外の隅々まで行き渡らせており、サードパーティーの参入や小売店への納品すら困難だった。
セガ・オブ・アメリカ副社長だった豊田信夫は、アメリカのスタッフが作るアメリカ的なゲームこそがアメリカ市場で受け入れられると考え、セガがマーベルコミックスからライセンスを受けて『スパイダーマン』をゲーム化する際、セガ・オブ・アメリカ主導での開発許可を貰った。また、北米スポーツゲームの市場が約4割と非常にシェアが大きいアメリカでの販売促進を狙って、大物スポーツ選手の起用によるビッグタイトルを発売すべく、全米スポーツ界No1のスター選手であるNFLサンフランシスコ49ersのジョー・モンタナが要求したロイヤリティー契約では、国際電話で中山隼雄社長から承諾を得て任天堂よりも好条件を提示して交渉を成立させ、『ジョー・モンタナフットボール』シリーズを発売。100万本の売り上げを記録した。他にもF1レーサーのアイルトン・セナや大物ミュージシャンのマイケル・ジャクソンなど、世界的に人気にある著名人ともライセンス契約を締結してゲームを発売した。
これらを機に、セガの意欲と市場の存在が、エレクトロニック・アーツやアクレイムなど海外のソフトメーカーにも伝わり、参入を決めるサードパーティーが次々と増えたという。
また、当時北米で放送されたCMでは、Genesis does what Nintendon't（ジェネシスには出来る。任天堂に出来ないことが。）と、任天堂を挑発するキャッチコピーも人気となった。
任天堂のSNESが北米市場で発売された1991年の年末商戦では、キラータイトルである『ソニック・ザ・ヘッジホッグ』を全面的に押し出した。当時SNESは『スーパーマリオワールド』同梱で199ドル、GENESISは『ソニック1』同梱で149ドルであり、GENESISとSNESの2台を並べて、マリオに対してソニックのスピード感と販売価格の優位性をアピールするTVCMなど徹底した比較広告戦略を展開。これが功を奏して、同年のクリスマスシーズンでは米国内の需要に対して生産台数が追い付かず日本からも空輸で輸入しニューヨークのジョン・F・ケネディ国際空港の貨物コンテナはほぼジェネシスとソニックだけになるなど、アメリカ最大手の新聞紙USA TODAYでは「ゲームマーケットで遂にセガが優位に立った」という記事が掲載されたりと、マスコミ各社が米ゲーム市場でのセガの成功を報じた。
1994年末にSNESでリリースされた『スーパードンキーコング』などの大ヒットにより、Newsweek紙の報道では1995年度での販売台数がSNESの270万台に対し、GENESISの販売台数は210万台に留まるなど、単年度では逆転された。しかし、1995年1月の時点でコンシューマ市場で55%のシェアおよび1500万台の売り上げを記録した。
しかし、当時の北米市場では、セガ・オブ・アメリカ主導で作られた周辺機器であるスーパー32Xの失敗および、ジェネシスのデッドストックが問題となっており、次世代ゲーム機であるセガサターンに移行する上での大きな障害となっていた。当時のセガ社長の入交昭一郎は「サターンを出しても上手くいかず、現地の人達が意欲を失っていた時、16ビット時代からの在庫のツケなどが非常に重く、よい話は何もなかった」「1996年の7月に、『終戦処理を私がしましょう』ということでアメリカまで行った」「アメリカでは1500万台程度の販売台数」と語っている。セガは1996年末にアメリカの連結子会社「セガ・オブ・アメリカ」の累積損失処理と、旧型の16ビット機（ジェネシス）の廃棄損合わせて270億円を1997年3月期の決算において特別損失として計上することを発表した。
NPD調査でも1994年以降の本体売り上げやゲームソフトのラインナップなどでSNESを上回り、次世代ゲーム機であるPlayStationやセガサターンが発売がされてからも、MLBやNBA、NFL、NHLなど人気スポーツゲームは1998年頃まで発売され続けた。結果GENESISは、16ビット機市場トップの座を守り通した。
結果として『ソニック・ザ・ヘッジホッグ』『2』『3』『ナックルズ』『スピンボール』といったソニックシリーズ作品だけではなく、『モータルコンバット』『NBA Jam』シリーズ、『獣王記』『ストリートファイターIIダッシュプラス』『Street of Rage』、ディズニー作品など映画を題材にした『アラジン』『ライオンキング』『ジュラシック・パーク』、北米で人気のタイトルをゲーム化した『X-MEN』『パワーレンジャー』などは100万本以上のミリオンセラーを記録した。

### 南米市場
南米各国では、1990年にセガの正規代理店であるブラジルのTectoyによって発売された。
特にブラジルでは、ゲーム機を含むなどの精密機器への「輸入税」が高額であったが、ブラジル国内での製造はTectoyが請け負っており、マスターシステムやメガドライブは輸入税の影響を受けなかったため、消費者が購入しやすい価格帯に止めることができた。さらに、セガが2001年にゲームハード事業から撤退後もTectoyは両ハードの製造・販売・移植を継続していた。そのため、2015年の時点で、ブラジルの家庭用ゲーム機市場では健在であった。ソニーもセガと同様にゲーム機の現地生産を行うことで価格を抑える戦略をとっている。
『ファンタシースターII』『III』や『シャイニング&ザ・ダクネス』『幽☆遊☆白書 魔強統一戦』などが移植されたほか、ブローダーバンドが発売した教育ソフトウェア『カルメン・サンディエゴを追え! 世界編』のコンセプトを使ったテレビの教育バラエティ番組『カルメン・サンディエゴを探せ!（原題：Where in the World is Carmen Sandiego?）』など、現地メーカーが開発したオリジナル作品も存在する。
2012年度でも、マスターシステムとメガドライブがあわせて年間15万台は売れているなど、販売台数を伸ばしている。
南米市場では約300万台の販売台数を記録している。また、2009年以降はTectoyによって、音楽ゲームとギター型コントローラーが付属したメガドライブ互換機「Mega Drive 4 Guitar Idol」が発売されたほか、2013年までの時点においても携帯型メガドライブ互換機「MD Play」などのメガドライブ互換機が販売されている。これらのメガドライブ互換機は本体にゲームソフトが内蔵されており、カートリッジの利用はできない。2016年11月にも新型が発売された。

### 欧州市場
フランス・ヨーロッパ・オーストラリアを含む欧州市場では1990年に日本と同様、メガドライブの名称で発売された。
元々セガは、NESの投入が遅れていた欧州市場に先行して、マスターシステムを発売して市場を形成するなど、早くからブランドイメージが確立されていた。さらに、欧州で人気を博していたAmigaは、ゲームの違法コピーが蔓延していたことから、多くのソフトメーカーがメガドライブへ参入した。
北米市場と同様に、SNESに対しても互角の市場を構築。日本ではPlayStationやセガサターン、NINTENDO 64で発売された『FIFA ロード・トゥ・ワールドカップ98 ワールドカップへの道』が発売されるなど、次世代ゲーム機が登場してからもソフトは供給され続けた。
欧州市場での販売台数は800万台で、SNESの858万台をわずかながら下回った。

## ハードウェア
名称の由来は、当時使っていた容量1Mビットのカートリッジをドライブするというものであった。
メインCPUとしてMC68000、サブCPUおよびセガ・マスターシステムの互換性を担当するZ80の2つのCPUが搭載されている。

### 開発
セガは1986年から「マークV」のコードネームでメガドライブの開発を開始した。最大の争点は、CPUを実績があり、かつ安価な8ビットを採用するか、アーケードゲームでは実績があるが、高価である16ビットを選択するかであった。これに関してセガは以下の2点から最終的に16ビットCPUのMC68000を採用した。
1. アーケードゲームの移植を念頭に置いていた[26]。業務用のチームは既にMC68000用のライブラリを持っており、これを活用する狙いがあった[注 8][27]。
2. 本体コストを抑えるためにモトローラや日立をはじめ様々な会社と交渉を行ない、シグネティクスが68000CPUのビジネスを模索しているという情報を得て、30万個単位という大量の一括発注や、セガのアメリカにおける「マスターシステム」の販売実績[注 9]を元に交渉し、当時68000CPUの市場価格の十分の一の値段である一個400円以下の価格で確保することができた[28]。

以上のことから、メガドライブは68000CPUを搭載する機械としては安価なものとして普及することとなった。

#### CD-ROM採用について
当初CD-ROM採用の予定は無かったが、将来ゲームのデータ容量の増加の可能性があったため、あらかじめメガドライブ設計時に必要な配線を拡張用スロットに引き出した設計にしていた。設計はメガドライブの設計・開発に関わった石川雅美が全て一人が行っており、実際に使用した図面はヤマハが書き直して使っている。
開発の途中までは販売価格を抑えるため搭載メモリを2Mビットにして設計されていたが、ゲームアーツの強い要望により6Mビットに増強された。この変更によって、コストが本体1台当たり1万円増加したという。この事からゲームアーツの宮路社長は「たかがソフトメーカーの要望を早急に採用し、発売時期も決まっているにもかかわらず原価コストの上昇や販売プロモーションにも影響を及ぼすであろうとしながらも全てを調整してくれたセガさんには敬服しかなかった。」とセガの決断と恩義に報いる形でゲームアーツはメガCDに開発資源を注入する事になる。
メガCD自体に68000CPUを搭載しており、これを利用することで動画の展開と表示を並列的に実行できるため、1時間以上の動画再生が可能であった。このような動画再生とゲームの進行を同時に扱える特性を生かした作品に、『ナイトトラップ』のようなインタラクティブムービーや『シルフィード』などがあり、32ビット機以前のゲーム機では唯一『スターブレード』（ナムコ）の移植も可能にしている。
また任天堂のスーパーファミコンを意識して回転拡大縮小機能を有している。反面、互換性を維持する必要性から発色数やスプライトの増強は見送られた。
メガCDの仕様に強く関与したゲームアーツなど、一部のメーカーは積極的にソフトをリリースしたものの、基本的にサードパーティーはCD-ROMの規模に合わせて開発期間が長くなることを危惧しており、また8 - 16MビットのROMカートリッジでやることがあると考えていた。そのROM容量の増加でさえ「容量だけを増やしても発想が貧弱になる」「2Mだろうと1Mだろうと大した問題ではない」という考えさえあった。
また、セガの初CDタイトルとなる『惑星ウッドストック ファンキーホラーバンド』は、専門誌の読者レースで最下位付近を争う低い評価を得るなど、初期ソフトの拡充が停滞していた。
このため、メガドライブの市場はROMカートリッジが主流のままで進み、日本国内ではメガCDは普及しなかったが、メガCDの普及当初（20万台程度の時点）にゲームアーツが発売した『ルナ』および『シルフィード』はそれぞれ10万本以上の売り上げがあった。一方、海外では当時CD-ROM採用機種のNEC「TurboDuo」やPhilips社「CD-i」がほとんど普及しなかった事もあって、全世界累計で600万台を販売するなど海外ではメガCD（北米での名称はSEGA CD）が事実上、CD-ROMドライブユニットとしての一番手の役割を担った。
動画の使用を前提に設計されたメガCDには、上記のソフト以外に『ヘブンリーシンフォニー』、『スターウォーズ レベルアサルト』や『ジュラシックパーク』、『マイクロコズム』、『トムキャットアレイ』のような実写・特撮・ポリゴンを素材にしたソフトが多く発売されており、それがメガCDの特色となっていた。

### 仕様

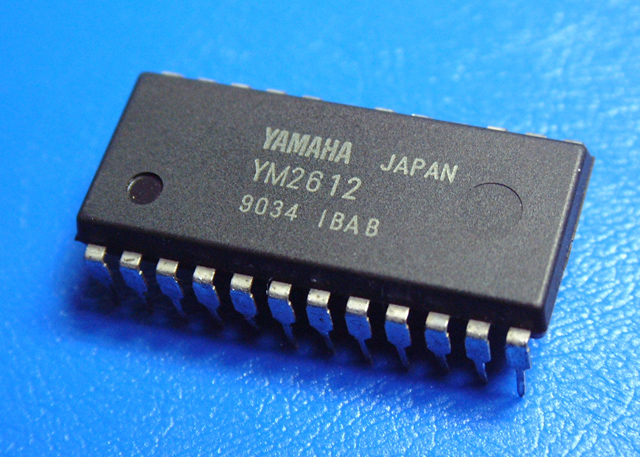
メガドライブに採用されているFM音源 YM2612

メガドライブ・ジェネシス本体はほとんどの部分を世界共通にしており、カートリッジのピン配列も共通で、リージョンコードのみ基板上のジャンパーで設定していた。リージョンチェックがあるため、通常はリージョンの違うソフトを使用できないが、ジャンパー部分に改造を施して日本国外製のソフトをプレイするユーザーもいた。その後、リージョンコードを変換する海外製の中間アダプタが輸入されるようになり、本体を改造する必要はなくなった。なお、リージョンフリーの海外製ソフトもあり、そのようなソフトはカートリッジロック用のアームを除去すればそのまま挿して使用できる。
CPU（MPU）
メインCPU：MC68000（7.67MHz/NTSC、7.60MHz/PAL）
メイン側からサウンド処理をすることも可能。テラドライブでは東芝製のものが搭載されており、10MHz動作も可能である。
サブCPU（サウンド処理・外部通信の制御）：Z80A（3.58MHz/NTSC、3.54MHz/PAL）
別売りオプションのメガアダプタを使用した際には、サブのZ80がメインCPUとして互換動作する。
本家のザイログ製よりもセカンドソースのシャープ製の方が多く使用されておりロットによりNEC製などの同等品も使用されていた。
RAM
メインメモリ（68000用）：64KB
サブメモリ（Z80用）：8KB
VRAM：デュアルポートDRAM 64KB（32KB×2）
テラドライブのVDP用VRAMは倍の128KBが搭載されている。
VDP（315 - 5313）
ヤマハ製のメガドライブ専用カスタムチップである。
画面表示：NTSCには横320または256ドット×縦224ライン（インターレース表示で縦448ラインも可能)
PALには横320または256ドット×縦240ライン（インターレース表示で縦480ラインも可能)
同時発色数：512色中64色（16色×4パレット）
この通常性能を2倍の128色に高めることも可能であった。発色数の増加には後述のシャドウ・ハイライト機能を利用するソフトもある。
表示のみではなく、旧機種互換の音源の機能も内包している。
スプライト
1画面：最大80個
画面表示が横320ドット時に1ラインあたり20個まで表示できる。
画面表示が横256ドット時は1ラインあたり16個まで表示できる。
スプライトのサイズは最小8×8ドットから最大32×32ドットまで8ドット単位で16種類のサイズをスプライト毎に指定できる。また、画面上方で表示したスプライトを画面下方で再利用することにより1画面上のスプライト表示数を増やす「スプライトダブラー」という技法が使われていた。
スクロール
2画面（独立球面スクロールが可能） - 2つのスクロール面を合成して表示できる。各スクロール面のサイズは256×256ドットの画面を最大4画面連結したサイズ（512×512ドット、1024×256ドット、256×1024ドット）まで指定できる。
水平スクロール - 画面全体のスクロール以外に8ライン単位もしくは1ライン単位に独立して表示位置を指定できる。1ライン単位のスクロールはラスタースクロール機能と呼ばれ、擬似的な遠近表現、空間の歪みなどの演出に多用された。
垂直スクロール - 画面全体のスクロール以外に横16ドット単位に独立して表示位置を指定できる。水平スクロールの機能と組み合わせてある程度の角度までは画像の回転処理も可能であった。国内では『ダイナマイトヘッディー』『ガンスターヒーローズ』『ヴァンパイアキラー』『ジノーグ』などに使われている。
特殊機能
シャドウ・ハイライト機能 - スプライトもしくはBGをマスクにして画面の一部の輝度を変更することで、限定的な半透明処理が行える。
主に影や光の表現に使われており、国内の使用例では『スペースハリアーII』『エクスランザー』『ヴァンパイアキラー』などがある。
ウィンドウ機能 - 1つのBG画面はスクロールとは無関係に一部の表示位置を固定したままにすることが可能で、主にゲームのスコア表示部分などに使われる。
インターレースモード - データ量を増やさないで描写回数を増やすモード。
内蔵音源
ヤマハ製YM2612（OPN2 7.67MHz）：ステレオFM音源 6ch
内1chを8ビットリニアPCMとして使用が可能で、再生レートはCPUに依存する。音質はメーカーおよびドライバに依存する。
テキサス・インスツルメンツ製SN76489相当の 3ch＋ノイズ 1ch
メガアダプタ使用時の下位互換性が考慮され、セガ・マークIIIと同じ音源をVDP内に搭載している。セガはこの音源をPSG音源と称していた。
採用にあたって、チップそのものを製造している半導体部門は快諾したが、FM音源の知的財産権を管理していた楽器部門は、これが横流しされたりメガドライブ本体から抜き取られたりしてシンセサイザーのコピー品を作られてしまうことを危惧し、難色を示していた。最終的にはセガ側が当時のヤマハの社長であった川上浩に直談判し、採用にこぎ着けた。
スロット
カートリッジ用：1スロット（スロット保護用の自動開閉式シャッターつき）
メガドライブ用ソフトのロムカセットおよび、周辺機器メガアダプタ、スーパー32Xの接続が可能。
本スロットには、電源投入中のカセット抜去を防止するためのロックアームが付いている。メガドライブ本体を振った時にカラカラと鳴るのはこれが原因である。電源スイッチをスライドさせることで、カートリッジ左側の切れ込みにアームが入る機構であるが、右側はロックされていないため、知らずに引き抜くと左側だけ引っかかり歪な抜け方をする。
拡張用：本体側面に1スロット。周辺機器メガCD/メガCD2の接続に使われる。
本体の開発当時は、2インチのフロッピーディスクドライブの接続も予定されたが、発売されなかった。
出荷時はスロットカバーが取り付けられている。
接続端子
コントロール端子：2ポート
SC-3000から継続してATARI規格に準拠したD-sub9ピンコネクタ（オス）が採用された。
拡張コントロール端子（初期モデルのみ）：1ポート
初期モデルはD-sub9ピンコネクタ（メス）のシリアルポート（300 - 4800bps）が採用され、メガモデム、メガターミナル等の取り付けが可能である。後期モデルのメガドライブ2では削除された。
A/V出力端子：1ポート
初期モデルは 8ピンDINコネクタ（メス）が採用され、コンポジット映像信号・RGB信号（コンポジットシンク）・モノラル音声信号が出力されている。後期モデルのメガドライブ2は9ピンミニ DINコネクタ（メス）が採用され、コンポジット映像信号・RGB信号（コンポジットシンク）・モノラル音声信号・ステレオ音声信号が出力されている。
ビデオエンコーダー（RGB信号からNTSC方式のコンポジット映像信号に変換）はソニー製のCXA1145が搭載されている。
付属品のAVケーブルの映像はコンポジット映像信号（ビデオ端子）、音声は当時の一般家庭に普及していたテレビの仕様に合わせてモノラルである。
なお、S端子やRGB接続ユニットが電波新聞社などサードパーティーから発売された。セガ純正ではフランス向けのみにRGB接続ケーブルが付属された。
ACアダプタ端子：1ポート
初期モデルは専用ACアダプタ（DC9V）が1個付属された。消費電力は約13Wである。後期モデルのメガドライブ2ではEIAJ規格の専用ACアダプタ（DC10V）が1個付属された。消費電力は約7Wに下がった。
ヘッドホン端子（初期モデルのみ）：1ポート
3.5mm径ミニプラグが採用されており、上記A/V出力端子の理由から音量調節用のヘッドフォンボリュームも装備している。
本体開発スタッフの「ユーザーにステレオサウンドを聴いてもらいたい」との意向で本体前面にヘッドホン端子が装備されることになった。初期の本体ではノイズが混入している場合があるなど、基板リビジョンにより出力は大きく異なっている。
後期モデルのメガドライブ2ではステレオ出力が可能になったためヘッドホン端子とヘッドホンボリュームは削除された。
コントロールパッド
デザインは手にフィットすることを念頭に曲線主体で手にすっぽり収まる形としたエルゴノミクスデザインを意識したパッドである。トリガーボタンもこれに合わせて斜めに配置された。
初期標準パッドでは方向ボタン・スタートボタン・トリガーボタン（A・B・Cの3ボタン）で構成された。ただし方向ボタンは斜め方向へ入りやすく、操作には多少の慣れが必要だった。クライマックスの内藤寛はこの操作性を逆手に取って、ゲーム画面を斜め見下ろし型にした『ランドストーカー 皇帝の財宝』を開発したという。
後期標準パッド（ファイティングパッド6B）はメガドライブ2から標準装備された。初期標準パッドで指摘されていた方向ボタンの問題点を解消し内部的にはジョイスティックに近い構造になっている。ボタンは当時流行していた格闘ゲームに対応させるために新たにX・Y・Zの3つが増設され合計で6つのボタンになった。modeボタンを押しながら本体を起動することでX・Y・Zボタンを無効にすることができ、6ボタンパッドでは誤動作を起こすごく一部のタイトルについても使用可能となる。良好な操作性はユーザーから高く評価され方向ボタンの構造はセガサターンの標準パッドに受け継がれていった。

### 事業展開
ライセンス事業
セガは日本国外での販売にディストリビューターを活用しており、また国によってはライセンスによる製造も認めていた。Tectoy、サムスン電子、マジェスコ・エンターテインメントなどがそれで、互換機市場が作られていった。

既に特許は切れており、ノンライセンスで製造された互換機も発売されている。
広報
セガ関連の情報は当初『ファミ通』のような雑誌で取り上げられることは少なかった。これは、セガ社内の各部署が独自に情報を公開し、広報の一元管理がされていなかったことが原因であった。当時のユーザーは雑誌広告や雑誌の記事に加えテレビCMを見て、その評価をもとにしてソフトを購入するのが一般的であった。そのためこの状況はメガドライブの事業展開に不利に働いた。
この問題は次世代機の発売を翌年に控えた1993年、セガに竹崎忠が入社して一元管理体制が整うことでようやく解消されることとなった。『ファミ通』に記事が掲載されるようになったのはその半年後になる。
サードパーティー
メガドライブの発売を機に、セガはサードパーティー制に本腰を入れるようになった。
テクノソフト
メガドライブのサードパーティーで一番に名乗りを上げたメーカーで、『サンダーフォースII』の移植では見た目の美しさという視点をセガに認識させた。
ゲームアーツ
代表取締役社長の宮路洋一は会社設立当初からCD-ROMの重要性を認識しており、パソコンメーカー各社にCD-ROMドライブ搭載パソコンを作るように依頼していた。CSKを介した情報ルートによってメガドライブ用CD-ROMドライブの開発を知るとメガドライブに参入し、それと同時に本業をパソコンゲームからメガドライブ・メガCD用タイトルのリリースに切り替えた。これは、当時のセガ親会社であるCSKがパソコンゲームをリリースしていた時に流通委託を行っていたことがきっかけでゲームアーツとCSKとの関わりが深かった。
メガCDのメモリが計画当初2Mビットだった時期に、メモリの増強を強く要望し、セガに対してメガCDのメモリを6Mビットに拡充させるきっかけとなった。
テンゲン
セガにマルチタップの企画を持ち込んだ会社。元々は同社移植作品『ガントレット』の4人同時プレイの実現のため、開発会社のM2が設計したものだった。
ネットワーク事業
メガドライブでは外部ネットワークを利用した通信対戦やゲーム配信事業を行っていた。
ゲーム図書館
電話回線を利用した配信事業。ゲームだけでなくセガ・ネット・ニュースという情報サービスもあった。サービスの利用料金は月額制。家庭用ゲーム機で本格的な通信を導入した先駆的なサービスだった。
セガチャンネル
ケーブルテレビ回線を利用した配信事業。ゲーム図書館とは違いサードパーティーを含めROMですでに販売されていたゲームを配信していた。ゲームソフトだけでなく『プラネットメッセージクイズ』や『入試直前チェック難問奇門危機解快』のような学習ソフトの配信も行われた。

## バリエーション

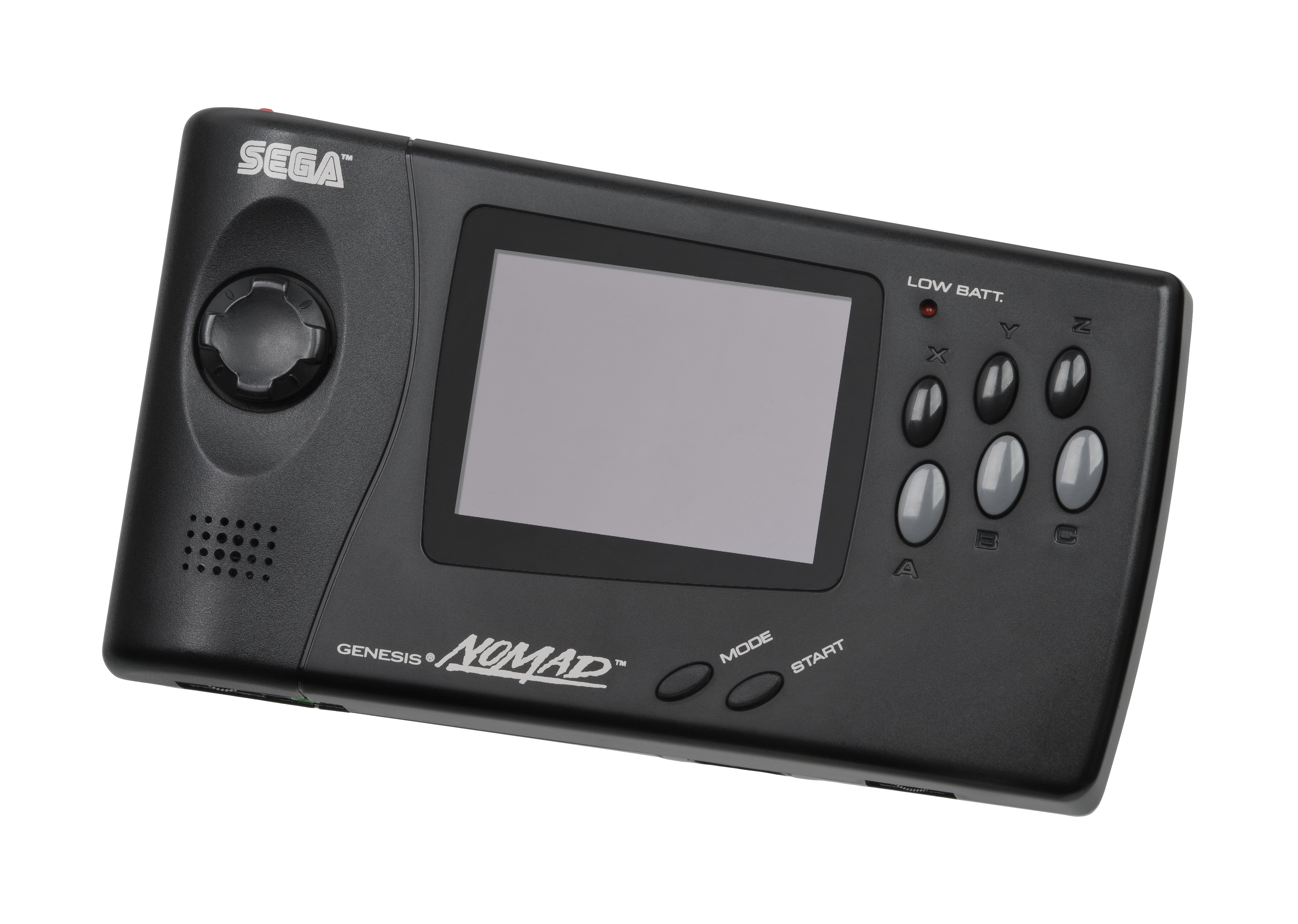
NOMAD

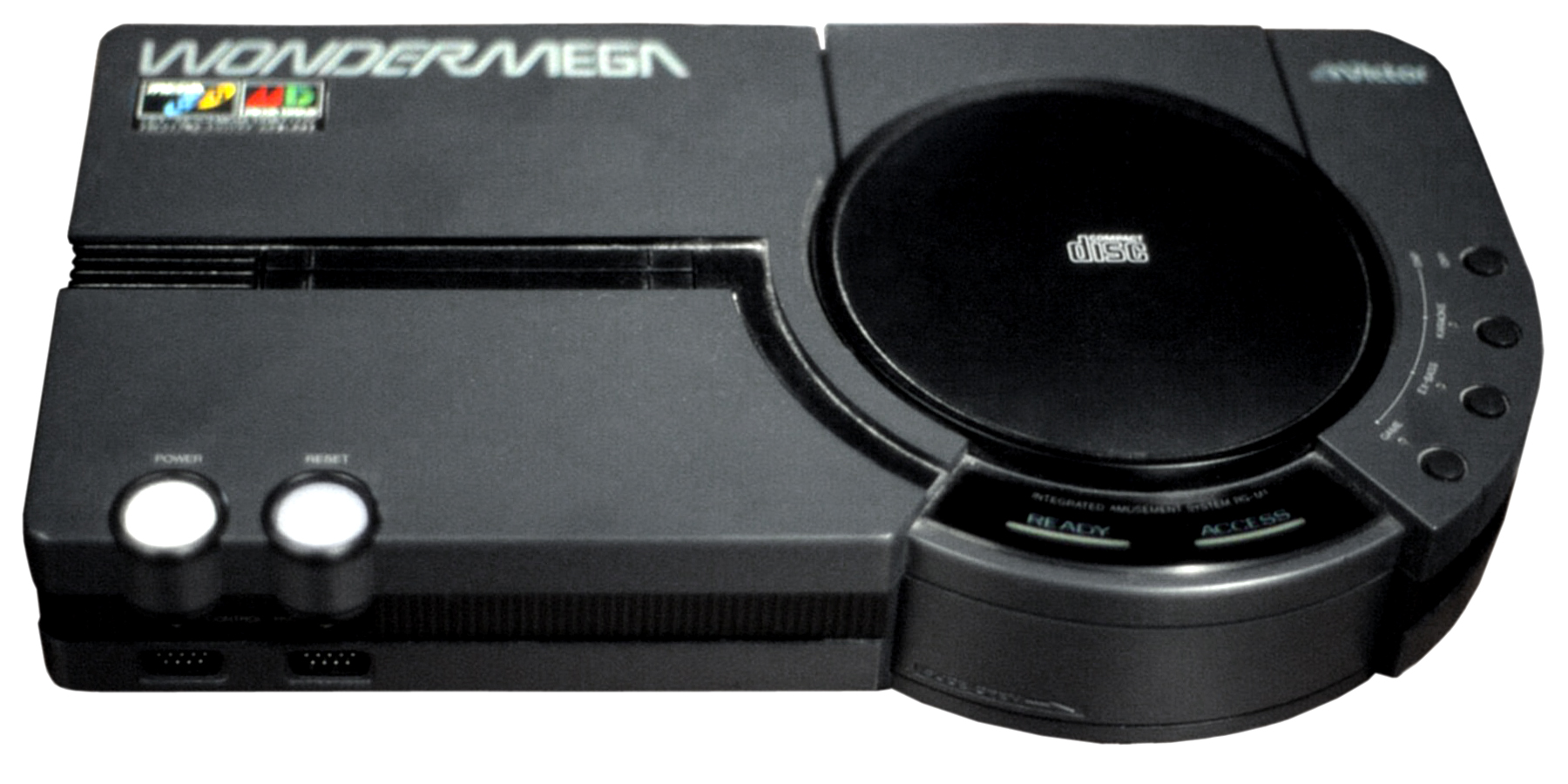
Victor ワンダーメガ

（→メガCDも参照のこと）

### セガ製
メガドライブ（HAA-2510）
初期型。1988年10月29日発売。価格21,000円。
メガドライブ2（HAA-2502）
メガドライブの廉価版。本体が小型化され、AV端子の形状が変更されてステレオ出力になった。6ボタンパッド1個付属。メガCD/メガCD2も接続可能。ヘッドホン端子は削除された。1993年4月23日発売。価格12,800円。
ワンダーメガ（HWM-5010）
メガCD一体型のメガドライブ。MIDI出力、S端子などを備える。CDドライブはトップローディングだが、開閉は電動式。1992年4月24日発売。価格:79,800円。
マルチメガ
メガCD一体型のメガドライブ。国内では未発売。海外では1994年発売。
メガジェット
本体・6ボタンコントローラ一体型のメガドライブ。駆動は商用電源のみ、画面は通常のテレビに出力して使用する。元々は旅客機内の貸し出しサービス用として日本航空と共同開発したもののため周辺機器による機能の拡張は元から考慮されていない。1994年3月10日一般発売。価格15,000円。
ノーマッド
海外のみで発売。液晶画面を搭載し単3電池6本で駆動する携帯ゲーム機。コントローラー端子も装備され一つの画面で2人プレイも可能。別途ケーブルでテレビ画面への出力も可能。周辺機器による機能の拡張は元から考慮されていない。

### 他社製
ワンダーメガ（RG-M1）（日本ビクター（後のJVCケンウッド））
1992年4月発売。
1992年度のグッドデザイン賞を受賞した。
ワンダーメガM2（RG-M2）（日本ビクター）
1993年7月発売。
その他
LDゲーム機・レーザーアクティブ（パイオニア）に装着して使用するコントローラーパック、アイワ製のCDラジカセ型のものなどのバリエーションが存在していた。

## 周辺機器

### セガ純正
| 型番     | 名称                                     | 備考 | 発売日         |
| -------- | ---------------------------------------- | --- | -------------- |
|          | メガドライブカートリッジ                 | カートリッジのみの販売はない。 |                |
| HAA-2600 | メガアダプタ                             | セガ・マークIII/セガ・マスターシステムのソフトを使うためのアダプタ。 SG-1000用のカートリッジやマイカードは使用不可で、FM音源にも非対応。 | 1989年1月26日  |
| HAA-2650 | アーケードパワースティック               | |                |
| HAA-2651 | セガマウス                               | 正式名称は、メガドライブ用マウス/マイクロトラックボール。 SEGAロゴが入ったマウスパッドが同梱されており、裏返すとトラックボールとしても使用が可能な自動切換機能が内蔵されている。 | 1993年4月23日  |
| HAA-2652 | セガタップ                               | 『ガントレット』制作時に4人同時プレイを実現させるために、M2社内で作られた。「生産まではまだ確約出来ないけど、生産出来なくてもマニュアルに回路図載せるってのでどう?」という意見があり、セガに持ち込んだ結果、純正品として発売された。 セガから発売されたものは4つの端子の1つのみを有効にする機能を持つセレクターの役目も兼ねており、これを経由していれば用途に応じてコントローラーの切り替えができた。『ガントレット』の開発では「メガモデムの端子を使ってメガドライブを2台繋げてみたい」という案もあった。 | 1993年4月23日  |
| HAA-2653 | 赤外線レシーバー                         | SJ-6500の赤外線レシーバー。 | 1993年11月     |
| HAA-2654 | コードレスパッドセット                   | SJ-6500と赤外線レシーバーのセット。 | 1993年11月     |
| HAA-2801 | RFユニット                               | メガドライブ2、スーパー32X用 | 1993年4月23日  |
| HAA-2810 | モノラルディンプラグコード               | メガドライブ2、スーパー32Xに付属。 | 1993年4月23日  |
| HAA-2811 | ステレオディンプラグコード               | メガドライブ2およびスーパー32Xのみ使用できる赤・黄・白のステレオディンプラグコード。 | 1993年4月23日  |
| HAA-2910 | メガCD                                   | メガドライブ専用CD-ROMドライブ。 | 1991年12月12日 |
| HAA-2912 | メガCD2                                  | | 1993年4月23日  |
| HAA-2931 | メガCDカラオケ                           | | 1992年11月18日 |
| HAA-2932 | カラオケマイク                           | | 1992年11月18日 |
| HAA-2951 | メガモデム                               | モデム。セガ・ゲーム図書館などに使用。 ゲーム図書館専用ゲームソフトのダウンロード配信や、一部ソフトによる通信対戦にも対応している。 | 1990年11月3日  |
|          | メガアンサー テンキーパッド              | | 1990年11月3日  |
|          | 特殊カートリッジ                         | カートリッジ内にセガバーチャプロセッサと呼ばれる頂点計算用の乗算器を搭載したカートリッジ。対応ソフトは『V.R. バーチャレーシングMD』のみ。 | 1994年3月18日  |
|          | ロックオンカートリッジ                   | カートリッジ上部の端子に他メガドライブ用カートリッジを装着することができるカートリッジ。対応ソフトは『ソニック&ナックルズ』のみ。 | 1994年10月18日 |
| HMA-0001 | スーパー32X                              | メガドライブを32ビット機にするアダプタ。 | 1994年12月3日  |
|          | スーパー32X専用カートリッジ              | カートリッジのみの販売はない。 | 1994年12月3日  |
| HSC-0101 | セガチャンネル専用レシーバーカートリッジ | ケーブルテレビ回線を使用してメガドライブ用ゲームソフトの配信を行うサービス『セガチャンネル』専用のカートリッジ。 | 1994年6月      |
| G-2920   | バックアップ RAMカートリッジ             | メガCDの各種セーブデータを保存・管理する補助記憶装置。 記憶容量はメガCD内蔵バックアップRAMの約16倍に相当する2045ブロック1Mビット (128KB)。 | 1992年3月20日  |
| SA-160   | ACアダプタ                               | メガドライブ1、メガCD1、メガCD2、メガCDカラオケ用 |                |
| SA-170   | ACアダプタ                               | ワンダーメガ用 | 1992年4月24日  |
| SA-190   | ACアダプタ                               | メガドライブ2、スーパー32X、セガチャンネル専用レシーバーカートリッジ用。 | 1993年4月23日  |
| SD-80    | モノラルディンプラグコード               | メガドライブ1に付属。マークIIIでも使用可能。 |                |
| SJ-3500  | コントロールパッド                       | 本体に一つ同梱。 |                |
| SJ-6000  | ファイティングパッド6B                   | 6ボタンジョイパッド。メガドライブ2には標準で付属。 旧型の3ボタンコントロールパッド（SJ-3500）に比べて操作性が向上している。 | 1993年1月      |
| SJ-6500  | コードレスパッド6B                       | 赤外線を用いたワイヤレスコントローラ。単四乾電池2本必要。 | 1993年11月     |
| SJ-6600  | アーケードパワースティック6B             | アーケード用のレバーとボタンを採用しており、A・B・C・X・Y・Zの6ボタンに個別対応した1秒間に6 - 24発までの無段階スライド式連射調節機能と、通電中でも変更が可能な3-6ボタン切り替えスイッチを装備している。 | 1993年12月17日 |
| SS-70    | RFオートスイッチ                         | メガドライブ1用 |                |

#### 未発売
開発されたが、発売されなかった周辺機器。
- 2インチフロッピーディスクドライブ
- キーボード
- タブレット（全機種用『テレビおえかき』のタブレット部分のようなもの）
- メガスパイダー（光線銃）

### サードパーティー（ライセンス商品）
| 型番        | 名称                                 | 発売元         | 備考 |
| ----------- | ------------------------------------ | -------------- | --- |
| MEGA S-01   | S端子ユニット                        | サンタ         | 初期型メガドライブ専用S端子+ステレオ音声出力アダプタ。黄色いRCA端子にはモノラル音声が割り当てられているため、コンポジットビデオではない。 |
| MEGA S-02   | S端子ユニット                        | サンタ         | MEGA S-01のメガドライブ2以降用。 |
| XMD-2 RGB/S | アナログRGB/S端子ユニット            | マイコンソフト | 初期型メガドライブ専用アナログRGB/S端子+ステレオ音声出力アダプタ。                                                                        |
| XMD-3 RGB/S | アナログRGB/S端子ユニット            | マイコンソフト | XMD-2 RGB/Sのメガドライブ2以降用。 |
| AA-S95      | ACアダプタ                           | ビクター       | ワンダーメガ用ACアダプタ |
| RG-CP1      | コントロールパッド                   | ビクター       | ビクター製ワンダーメガ同梱。3ボタンコントロールパッド。                                                                                   |
| RG-CP2      | コードレスパッド                     | ビクター       | ワンダーメガM2同梱。コードレスパッド。 |
| RG-CP3      | コントロールパッド                   | ビクター       | 6ボタンコントロールパッド。 |
| GM-1P       | コントロールパッド                   | アイワ         | メガCDラジカセ同梱。3ボタンコントロールパッド。                                                                                           |
| AS-0518     | アスキーパッドMD-6                   | アスキー       | |
| AS-9981-MD  | ファイタースティックMD               | アスキー       | |
| IMD-01      | イマジニアデジタルパッドMD           | イマジニア     | |
| CP-SO1CAM   | カプコンパッドソルジャーMD           | カプコン       | |
| CPS-A13CA   | カプコンパワースティックファイターMD | カプコン       | メガドライブ用のカプコン純正スティック。                                                                                                  |
| JE510       | ジャスティファイアー                 | コナミ         | リーサルエンフォーサーズで使用できる銃型コントローラ。                                                                                    |
| XE-1AP      | アナログジョイパッド                 | マイコンソフト | |
| XE-1ST2     | ジョイスティック                     | マイコンソフト | |
| M-10001     | コントロールパッド 達人              | ムーミン       | |

## ソフトウェア
セガはSG-1000やマークIIIで任天堂に及ばなかった経験から、キラーソフトとなり得るローンチタイトルの必要性を感じており、『テトリス』に着目し、テンゲンからライセンスを受けて、業務用を発表した。これがヒットし、メガドライブ用に移植したものを開発したが、この動きを察知した任天堂がELORGと交渉し、家庭用の独占販売権を契約。後にアメリカでテンゲンと任天堂が裁判となり、任天堂が勝訴。敗訴したテンゲンからライセンスを受けていたセガは日本国内でも裁判沙汰になることを避け、テトリスの発売を諦めた。
セガのCSチームにはMC68000の開発経験がなく、このことは初期のソフト不足に影響した。ソフト売上は全世界累計で1億7,500万本である。
また非公認ソフトもメガドライブ展開中から発売されていたが、2010年に『ピアソーラーと偉大なる建築家』が発売されて以降、日本国内外で数10タイトル発売されている。
またゲーム以外のソフトウェアとして以下のものが存在する。
| 発売日         | タイトル                                             | 発売元                                           | 備考 |
| -------------- | ---------------------------------------------------- | ------------------------------------------------ | --- |
| 1990年11月3日  | ゲーム図書館                                         | セガ                                             | メガモデム必須。電話回線を利用してゲームやSega Net Newsなどを配信していた。 サービス終了済み。                                                |
| 1990年         | メガアンサー                                         | セガ                                             | ホームバンキングシステムで、プリンタなどの周辺機器と併用                                                                                      |
| 1991年4月6日   | 日刊スポーツプロ野球VAN                              | セガ                                             | テンキーパッド専用、メガモデム必須。サービス終了済み。                                                                                        |
| 1991年6月      | セガ・ミュージックコレクション                       | セガ                                             | 『ゲーム図書館』で『ファンタシースターIII』、『ボナンザブラザーズ』、『ソニック・ザ・ヘッジホッグ』のBGMを配信。                              |
| 1991年         | スミセイホーム端末                                   | セガ                                             | メガアンサー専用。非売品 |
|                | 大阪銀行のホームバンキングサービス マイライン        |                                                  | メガアンサー専用 |
|                | ナイスくんミニ                                       | 名古屋銀行                                       | メガアンサー専用 |
| 1992年12月25日 | ワンダーMIDI                                         | ビクター                                         | ワンダーメガ専用のMIDIデコーダーカートリッジ。                                                                                                |
| 1993年10月8日  | ワンダーライブラリ                                   | ビクター                                         | 電子ブック規格の8センチCDを再生可能にするデコーダーカートリッジ。                                                                             |
|                | CD-ROM マルチセミナー 音声解析・波形表示カートリッジ |                                                  | Linguaphone Education Gearの語学学習カートリッジソフト                                                                                        |
| 1992年         | The Miracle Piano Teaching System                    | The Software Toolworks                           | ピアノ練習用ソフト。 88鍵の専用キーボードが同梱。                                                                                             |
| 1995年         | Flux                                                 | ヴァージン・インタラクティブ・エンタテインメント | オーディオ・ビジュアライザ。 ビジュアルエフェクト機材として、1995年開催のグラストンベリー・フェスティバルとフェニックスフェスティバルで使用。 |

## 専門誌
- BEEP!メガドライブ（ソフトバンク）
  - →SEGA SATURN MAGAZINE→Dreamcast Magazine→ドリマガ→ゲーマガ（2012年3月休刊）
- メガドライブFAN（徳間書店インターメディア）
  - →SATURN FAN→ドリームキャストFAN（休刊）

以下の二誌はPCエンジン専門誌の増刊号として隔月刊行された。
- 電撃メガドライブ（メディアワークス）
  - （休刊）→電撃SEGA・EX→電撃SEGA SATURN→電撃Dreamcast
- マル勝メガドライブ（角川書店）

以下の6冊は海外で発売されたメガドライブの専門誌。
- Mega（Future Publising）
- Mega Drive Advanced Gaming（Maverick Magazines）
- Sega Pro（Paragon Publishing）
- Mean Machines Sega（EMAP）
- Sega MegaZone（Elwood, Vic. Megazone Publications）
- Sega Power（Future plc）

## 反響
任天堂やNECホームエレクトロニクスなどのライバルメーカーに先駆けて16ビット機であることをアピールして発売した本機は発売後すぐに売り切れるほど好調であり、国内外において当時遊んだプレイヤーたちに影響を与えた。

### 海外での評価
レッドブル・ミュージックアカデミーが配信した日本のゲーム音楽に焦点を当てたドキュメンタリー『ディギン イン ザ カーツ』（DIGGIN' IN THE CARTS）のエピソード4「クール・キッズ」で『ベア・ナックル 怒りの鉄拳』をはじめとしたメガドライブやセガのゲームミュージックを特集しており、古代祐三などにインタビューが行われている。
2012年3月16日にアメリカのスミソニアン美術館で開催された「The Art of Video Games」展では『Sonic CD』『Phantasy Star 千年紀の終わりに』などが展示された。アメリカのザ・ストロング国立遊び博物館がゲーム業界や大衆文化・社会に影響を与えたゲームの認知向上を目的にした世界ビデオゲームの殿堂の第2回目では日本から『ソニック・ザ・ヘッジホッグ』他2作品（『ゼルダの伝説』、『スペースインベーダー』）が選出された。

## 販売終了後の展開
21世紀に入ってもセガ非公認でメガドライブ（大抵は「MD」という表記）用ソフトが動くゲーム機（互換機）や、「MD用ソフト」がリリースされた。なお、セガ自身はメガドライブ ミニのような過去作の復刻を定期的に行っているが、少なくとも2016年現在でメガドライブの完全新作をサードパーティーに正式許諾（ライセンス）する意思は無いとの姿勢を示している。
2018年6月5日には30周年記念ポータルサイトが開設された。

### 復刻版
メガドライブ プレイTV
2004年9月9日発売
メガドライブ プレイTV2、3
2005年4月2日発売
メガドライブ ミニ
2019年9月19日発売
メガドライブ ミニ2
2022年10月27日発売

### 他機種でのプレイ
- Steamで一部のジェネシス版ソフトがダウンロード販売されている。
- ニンテンドー3DSダウンロード専売ソフトとして、2012年から開始した「セガ3D復刻プロジェクト」によって、メガドライブ用ソフトのいくつかが3D立体視対応版として配信されている[65]。
  - このプロジェクトから生まれたパッケージソフトとして『セガ3D復刻アーカイブス』、『セガ3D復刻アーカイブス2』『セガ3D復刻アーカイブス3 FINAL STAGE』全3作品がリリースされた。
- ナムコアンソロジーの1作目『ナムコアンソロジー1』には『レッスルボール』が収録されている。
- 『ソニック ジャム』（セガサターン）や『ソニック メガコレクション』（ニンテンドー ゲームキューブやPlayStation 2、Xbox）には、『ソニック・ザ・ヘッジホッグ』など一部のメガドライブ用ソフトが収録されている。PlayStation 2用セガエイジス2500シリーズの後期には、メガドライブ用ソフトが収録されたものもある。
- バーチャルコンソール（Wii）、Xbox Live Arcade（Xbox 360）、PlayStation 3向けダウンロードソフトのセガビンテージコレクションでは、メガドライブ用ソフトや過去のアーケードゲームが配信されており、ダウンロードしてプレイ出来る（Wii版バーチャルコンソールについては2019年1月をもって配信自体が終了した）。
- 2018年からNintendo Switch版『SEGA AGES』にて、一部作品の配信が開始されている。詳細はリンク先の項目を参照。
- 2021年10月26日からは任天堂のオンラインサービス「Nintendo Switch Online + 追加パック」にて、一部作品が「セガ メガドライブ for Nintendo Switch Online」に配信されプレイ出来るようになった[66]。

### コラボレーション
メガドライブと異業種とのコラボ商品が発売されている。
- 2014年末にトランスフォーマーとのコラボでタカラトミーから『メガドライブメガトロン』が発売された[67]。
- アパレルでは「しまむらxセガハードコラボシリーズ」が展開されている。2016年のコラボ商品はスウェットであった[68]。同様のコラボはコスパ・タブリエグループの「コスパ」ブランドでも行われてきており、2015年は「メガドライブ ワッペンベースワークシャツ」や「メガドライブカートリッジ フルグラフィックTシャツ」[69]、2016年は「16-BIT」のデザインを使ったシルバーリングであった[70]。